# Albanië op de Olympische Zomerspelen 2004
Tijdens de Olympische Zomerspelen van 2004 die in Athene werden gehouden nam Albanië deel met 7 sporters. Er werden geen medailles behaald.

## Overzicht per sport
| Sport         | Aantal deelnemers |
| ------------- | ----------------- |
| Atletiek      | 2                 |
| Gewichtheffen | 2                 |
| Worstelen     | 1                 |
| Zwemmen       | 2                 |
| Totaal        | 7                 |

## Deelnemers & Resultaten
(m) = mannen, (v) = vrouwen 

### Atletiek
| Olympiër       | Onderdeel          | Resultaat | Prestatie              |
| -------------- | ------------------ | --------- | ---------------------- |
| Dorian Collaku | kogelslingeren (m) | 31e       | kwalificatie 70,06 m   |
|                |                    |           |                        |
| Klodiana Shala | 400m horden (v)    | 33e       | serie 3: 6e in 1.00,00 |

### Gewichtheffen
| Olympiër         | Onderdeel | Resultaat | Prestatie                                                        |
| ---------------- | --------- | --------- | ---------------------------------------------------------------- |
| Gert Trasha      | -62kg (m) | 13e       | trekken: 15e met 115 kg stoten: 13e met 140 kg totaal: 255 kg    |
| Theoharis Trasha | -77kg (m) | 13e       | trekken: 6e met 160 kg stoten: 15e met 182,5 kg totaal: 342,5 kg |

### Worstelen
| Olympiër       | Onderdeel | Resultaat | Prestatie                                                   |
| -------------- | --------- | --------- | ----------------------------------------------------------- |
| Sahit Prizreni | -60kg (m) | 17e       | groepsfase: V van IRI Jokar: 0-3 V van GRE Aslanasvili: 1-4 |

### Zwemmen
| Olympiër       | Onderdeel          | Resultaat | Prestatie            |
| -------------- | ------------------ | --------- | -------------------- |
| Kreshnik Gjata | 50m vrije slag (m) | 66e       | serie 3: 4e in 26,61 |
| Rovena Marku   | 50m vrije slag (v) | 60e       | serie 3: 6e in 30,51 |

Afghanistan · Albanië · Algerije · Amerikaanse Maagdeneilanden · Amerikaans-Samoa · Andorra · Angola · Antigua en Barbuda · Argentinië · Armenië · Aruba · Australië · Azerbeidzjan · Bahama's · Bahrein · Bangladesh · Barbados · België · Belize · Benin · Bermuda · Bhutan · Bolivia · Bosnië en Herzegovina · Botswana · Brazilië · Britse Maagdeneilanden · Brunei · Bulgarije · Burkina Faso · Burundi · Cambodja · Canada · Centraal-Afrikaanse Republiek · Chili · China · Chinees Taipei · Colombia · Comoren · Congo-Brazzaville · Congo-Kinshasa · Cookeilanden · Costa Rica · Cuba · Cyprus · Denemarken · Djibouti · Dominica · Dominicaanse Republiek · Duitsland · Ecuador · Egypte · El Salvador · Equatoriaal-Guinea · Eritrea · Estland · Ethiopië · Fiji · Filipijnen · Finland · Frankrijk · Gabon · Gambia · Georgië · Ghana · Grenada · Griekenland · Groot-Brittannië · Guam · Guatemala · Guinee · Guinee‑Bissau · Guyana · Haïti · Honduras · Hongarije · Hongkong · Ierland · IJsland · India · Indonesië · Irak · Iran · Israël · Italië · Ivoorkust · Jamaica · Japan · Jemen · Jordanië · Kaaimaneilanden · Kaapverdië · Kameroen · Kazachstan · Kenia · Kirgizië · Kiribati · Koeweit · Kroatië · Laos · Lesotho · Letland · Libanon · Liberia · Libië · Liechtenstein · Litouwen · Luxemburg · Macedonië · Madagaskar · Malawi · Malediven · Maleisië · Mali · Malta · Marokko · Mauritanië · Mauritius · Mexico · Micronesië · Moldavië · Monaco · Mongolië · Mozambique · Myanmar · Namibië · Nauru · Nederland · Nederlandse Antillen · Nepal · Nicaragua · Nieuw-Zeeland · Niger · Nigeria · Noord-Korea · Noorwegen · Oeganda · Oekraïne · Oezbekistan · Oman · Oostenrijk · Oost‑Timor · Pakistan · Palau · Palestina · Panama · Papoea-Nieuw-Guinea · Paraguay · Peru · Polen · Portugal · Puerto Rico · Qatar · Roemenië · Rusland · Rwanda · Saint Kitts en Nevis · Saint Lucia · Saint Vincent en Grenadines · Salomonseilanden · Samoa · San Marino · Sao Tomé en Principe · Saoedi-Arabië · Senegal · Servië en Montenegro · Seychellen · Sierra Leone · Singapore · Slovenië · Slowakije · Soedan · Somalië · Spanje · Sri Lanka · Suriname · Swaziland · Syrië · Tadzjikistan · Tanzania · Thailand · Togo · Tonga · Trinidad en Tobago · Tsjaad · Tsjechië · Tunesië · Turkije · Turkmenistan · Uruguay · Vanuatu · Venezuela · Verenigde Arabische Emiraten · Verenigde Staten · Vietnam · Wit-Rusland · Zambia · Zimbabwe · Zuid-Afrika · Zuid-Korea · Zweden · Zwitserland